# The Rise and Fall of a Midwest Princess
The Rise and Fall of a Midwest Princess — дебютный студийный альбом американской певицы и автора-исполнителя Чаппелл Рон, вышедший 22 сентября 2023 года на лейбле Amusement Records, импринте Island Records, принадлежащем продюсеру альбома Дэну Нигро. Рон записывала альбом вместе с Нигро, начиная с 2020 года. Преимущественно поп-музыкальный альбом The Rise and Fall of a Midwest Princess также содержит элементы синти-попа, поп-рока, новой волны, фолк-попа, рока, дэнс-попа, кантри и диско.
Альбом The Rise and Fall of a Midwest Princess получил широкое признание и был отмечен музыкальными критиками за его смелый и эмоционально насыщенный характер. В рецензиях также отмечалось, что в альбоме сочетаются остроумные композиции, динамичные поп-элементы и вокал Рон. Несколько изданий включили его в списки лучших альбомов 2023 года. Альбом принёс Рон её первые номинации на 67-ю ежегодную церемонию вручения премии «Грэмми», в том числе в категории «Альбом года». Она стала одним из шестнадцати артистов в истории, получивших номинации на «Грэмми» во всех категориях «большой четвёрки» за один вечер.
Рон продвигала альбом, став хедлайнером Midwest Princess Tour в 2023 и 2024 годах, а также выступая на концертах NPR Music’s Tiny Desk Concerts, Позднее шоу со Стивеном Кольбером и Ночное шоу с Джимми Фэллоном.

## Об альбоме
В 2017 году Рон подписала контракт с Atlantic Records и жила в Лос-Анджелесе. Тогда она выпустила мини-альбом EP School Nights, «фолк-ориентированный» проект, который, как она позже призналась, она «ненавидела». В 2020 году Рон начала работать с Дэном Найгро, выпустив первый сингл альбома, «Pink Pony Club», в апреле того же года. Atlantic Records говорили «нет» этой песне «в течение года», прежде чем Рон отказалась от сотрудничества с ними позже в 2020 году. После расставания с парнем, с которым она прожила более четырёх лет, и пандемии COVID-19 Рон переехала обратно в родной штат Миссури. Она работала, чтобы накопить денег на переезд в Лос-Анджелес, после чего возобновила сотрудничество с Найгро и подписала контракт с его филиалом Island Records на лейбле Amusement.

## Отзывы
| Совокупная оценка    | Совокупная оценка |
| Источник             | Оценка            |
| -------------------- | ----------------- |
| AnyDecentMusic?      | 7.9/10            |
| Metacritic           | 85/100            |
| Оценки критиков      |                   |
| Источник             | Оценка            |
| AllMusic             | [ 7 ]             |
| And It Don't Stop    | A                 |
| DIY                  | [ 9 ]             |
| Dork                 | [ 10 ]            |
| Exclaim!             | 7/10              |
| The Line of Best Fit | 9/10              |
| NME                  | [ 13 ]            |
| Paste                | 8.4/10            |
| Pitchfork            | 7.2/10            |

Альбом получил положительные отзывы музыкальных критиков и интернет-изданий. Согласно агрегатору рецензий Metacritic, альбом получил «всеобщее признание» на основе средневзвешенного балла 85 из 100 от 7 оценок критиков. Оливия Хорн из Pitchfork назвала альбом «смелым и громогласным представлением, опирающимся на крепкое песенное мастерство и стальное безразличие к хорошему вкусу», а также написала, что Рон «благословлена мощным и разносторонним голосом». Отис Робинсон из DIY резюмировал его как «вдумчивый, немного не в себе и полностью противоречивый, объединяя альт-поп серьёзность Ланы Дель Рей с непривязанным очарованием Лорд, чтобы на полную катушку погрузиться в грязное, эмоциональное веселье».
Ханна Майлреа из NME назвала его «дерзкой, сумасбродной пластинкой с огромным количеством поп-бэнгеров», а также «альбомом, который сочетает в себе электрифицирующий поп-стиль Рон с её забавным, неотразимым написанием песен». Сэм Францини из The Line of Best Fit выразил мнение, что Рон «на своём дебютном альбоме просто потрясающе работает. Она затрагивает каждый уголок человеческой сексуальности, психологии, желания и вожделения, и все это на одних из самых зажигательных припевов этого года». Роберт Моран из The Sydney Morning Herald описал альбом как «поп в его самом весёлом и жизнеутверждающем виде».

### Итоговые списки
The Rise and Fall of a Midwest Princess был включён в несколько списков лучших альбомов 2023 года, заняв особое место в списках Business Insider (№ 1), The A.V. Club (2), TIME (4), Nylon (8), Dork (11), Rolling Stone (12), Billboard (13), The Skinny (19), Uproxx (1 из 74 лучших альбомов), Alternative Press (1 из 50 лучших альбомов) и Vogue (1 из 27 лучших альбомов). Он также был включён в список 22 лучших поп-альбомов 2023 года по версии Pitchfork (22 Best Pop Albums of 2023).

### Годовые итоговые списки
| Публикация/критик | Список                      | Ранг | Ссылка |
| ----------------- | --------------------------- | ---- | ------ |
| Alternative Press | 50 Best Albums of 2023      | -    | [ 19 ] |
| Billboard         | 50 Best Albums of 2023      | 13   | [ 20 ] |
| Coup De Main      | Best Albums of 2023         | 3    | [ 21 ] |
| Dork              | 50 Best Albums of 2023      | 11   | [ 22 ] |
| Nylon             | 10 Best Albums of 2023      | 8    | [ 23 ] |
| Pitchfork         | 22 Best Pop Albums of 2023  | -    | [ 18 ] |
| PopBuzz           | Best Pop Albums of 2023     | 1    | [ 24 ] |
| Rolling Stone     | 100 Best Albums of 2023     | 12   | [ 25 ] |
| The A. V. Club    | 27 Best Albums of 2023      | 2    | [ 26 ] |
| The Alternative   | Top 55 Albums of 2023       | 5    | [ 27 ] |
| The Skinny        | The Skinny’s Albums of 2023 | 19   | [ 28 ] |
| TIME              | 10 Best Albums of 2023      | 4    | [ 29 ] |
| Uproxx            | 74 Best Albums of 2023      | -    | [ 30 ] |
| Vogue             | 27 Best Albums of 2023      | -    | [ 31 ] |

| Публикация/критик | Список                  | Ранг | Ссылка |
| ----------------- | ----------------------- | ---- | ------ |
| Time Out          | The Best Albums of 2024 | 2    | [ 32 ] |

## Награды и номинации
| Организация         | Год  | Категория                       | Результат | Ссылка |
| ------------------- | ---- | ------------------------------- | --------- | ------ |
| ARIA Music Awards   | 2024 | Best International Artist       | Номинация | [ 33 ] |
| Danish Music Awards | 2024 | International Album of the Year | Номинация | [ 34 ] |
| Grammy Awards       | 2025 | Album of the Year               | Номинация | [ 35 ] |
| Grammy Awards       | 2025 | Best Pop Vocal Album            | Номинация | [ 35 ] |

## Чарты
| Чарт (2024)                         | Высшая позиция |
| ----------------------------------- | -------------- |
| Австралия (ARIA)                    | 3              |
| Австрия (Ö3 Austria)                | 25             |
| Бельгия/Фландрия (Ultratop)         | 3              |
| Бельгия/Валлония (Ultratop)         | 15             |
| Канада (Canadian Albums Chart)      | 3              |
| Дания (Hitlisten)                   | 26             |
| Нидерланды (Album Top 100)          | 2              |
| Финляндия (Suomen virallinen lista) | 19             |
| Франция (SNEP)                      | 124            |
| Германия (Offizielle Top 100)       | 10             |
| Венгрия (MAHASZ)                    | 40             |
| Ирландия (Irish Albums Chart)       | 1              |
| Новая Зеландия (RMNZ)               | 1              |
| Норвегия (VG-lista)                 | 18             |
| Португалия (AFP)                    | 9              |
| Шотландия (Scottish Albums Chart)   | 1              |
| Испания (PROMUSICAE)                | 14             |
| Швеция (Sverigetopplistan)          | 26             |
| Швейцария (Schweizer Hitparade)     | 16             |
| Великобритания (UK Albums Chart)    | 1              |
| США (Billboard 200)                 | 2              |

## Сертификации
| Регион                                                                      | Сертификация | Продажи |
| --------------------------------------------------------------------------- | ------------ | ------- |
| Канада (Music Canada)                                                       | Платиновый   | 80 000  |
| Новая Зеландия (RMNZ)                                                       | Платиновый   | 15 000  |
| Великобритания (BPI)                                                        | Золотой      | 141,757 |
| США (RIAA)                                                                  | Золотой      | 500 000 |
| Данные о продажах + прослушиваниях приведены только на основе сертификации. |              |         |

## Список композиций
| №                   | Название                          | Автор(ы)                                           | Продюсеры              | Длительность |
| ------------------- | --------------------------------- | -------------------------------------------------- | ---------------------- | ------------ |
| 1.                  | «Femininomenon»                   | Kayleigh Amstutz Daniel Nigro                      | Nigro Mike Wise        | 3:39         |
| 2.                  | «Red Wine Supernova»              | Amstutz Lisa Hickox Amy Kuney Nigro Annie Schindel | Nigro Noah Conrad Iixa | 3:12         |
| 3.                  | «After Midnight»                  | Amstutz Nigro Casey Smith                          | Nigro                  | 3:24         |
| 4.                  | «Coffee»                          | Amstutz Maya Kurchner Eric Leva Nigro              | Nigro                  | 3:25         |
| 5.                  | «Casual»                          | Amstutz Nigro Morgan St. Jean                      | Nigro Ryan Linvill     | 3:52         |
| 6.                  | «Super Graphic Ultra Modern Girl» | Amstutz Annika Bennett Nigro Jonah Shy             | Nigro Wise Shy         | 3:03         |
| 7.                  | «Hot to Go!»                      | Amstutz Nigro                                      | Nigro                  | 3:04         |
| 8.                  | «My Kink Is Karma»                | Amstutz Nigro Justin Tranter                       | Nigro                  | 3:42         |
| 9.                  | «Picture You»                     | Amstutz Nigro Smith                                | Nigro                  | 3:07         |
| 10.                 | «Kaleidoscope»                    | Amstutz                                            | Nigro                  | 3:42         |
| 11.                 | «Pink Pony Club»                  | Amstutz Nigro                                      | Nigro                  | 4:18         |
| 12.                 | «Naked in Manhattan»              | Amstutz Nigro Skyler Stonestreet                   | Nigro                  | 3:31         |
| 13.                 | «California»                      | Amstutz Nigro                                      | Nigro                  | 3:18         |
| 14.                 | «Guilty Pleasure»                 | Amstutz Marcus Andersson Nate Campany Nigro        | Nigro                  | 3:44         |
| Общая длительность: | Общая длительность:               | Общая длительность:                                | Общая длительность:    | 49:08        |